# 10 porunci. Raport despre starea națiunii 1989-2004. Primul pas
10 porunci. Raport despre starea națiunii 1989-2004. Primul pas este al doilea album de studio lansat de cantautorul român Florin Chilian. Albumul a fost lansat în anul 2005, la casa de discuri Roton.

## Lista pieselor
Toate melodiile sunt scrise și compuse de Florin Chilian. 
| 10 porunci. Raport despre starea națiunii 1989-2004. Primul pas |                                                                            |                 |          |  |
| Nr.                                                             | Titlu                                                                      | Versuri         | Lungime  |  |
| 1.                                                              | „Intro”                                                                    | Florin Chilian  | 1:44     |  |
| 2.                                                              | „Porunca 1 - Să n-ai alți Dumnezei! - Ca-n viață...”                       | Florin Chilian  | 4:07     |  |
| 3.                                                              | „Porunca 2 - Să nu-ți faci chip cioplit! - Atac la persoană”               | Florin Chilian  | 3:38     |  |
| 4.                                                              | „Porunca 3 - Să nu iei numele Domnului în deșert! - Viața lui Petre Țuțea” | Florin Chilian  | 3:06     |  |
| 5.                                                              | „Porunca 4 - Amintește-ți de ziua Domnului și nu munci! - Luni”            | Florin Chilian  | 4:49     |  |
| 6.                                                              | „Porunca 5 - Cinstește-ți părinții! - Fugi!”                               | Florin Chilian  | 3:36     |  |
| 7.                                                              | „Porunca 6 - Să nu ucizi!”                                                 | Florin Chilian  | 4:10     |  |
| 8.                                                              | „Porunca 7 - Să nu preacurvești! - Suflete de slugă”                       | Florin Chilian  | 4:37     |  |
| 9.                                                              | „Porunca 8 - Să nu furi! - Undeva la mijloc”                               | Florin Chilian  | 4:59     |  |
| 10.                                                             | „Porunca 9 - Să nu minți! - Cântecul avocatului”                           | Florin Chilian  | 3:32     |  |
| 11.                                                             | „Porunca 10 - Să nu râvnești! - Neam de eroi”                              | Florin Chilian  | 4:44     |  |
| 12.                                                             | „Zece”                                                                     | Florin Chilian  | 4:07     |  |
| Lungime totală:                                                 | Lungime totală:                                                            | Lungime totală: | 00:51:00 |  |

## Detalii tehnice
- Florin Chilian – vocal, chitară acustică și electroacustică, muzică, texte, producător muzical
- Florin Barbu – chitară bas (piesele 2, 4, 6, 7, 8, 9)
- Bogdan Vuluță – vioară și violă (piesele 6, 7)
- Dragoș Dincă – chitară electrică (piesa 4)
- Ștefan Constantinescu – chitară electrică (piesele 2, 6, 7, 8)
- Raymond Vancu – pian, claviaturi, aranjamente muzicale, producător muzical
- Florin Chilian, Carmen Dincă, Madalina Vancu, Robert Anghelescu, Raymond Vancu – voce de fundal

Albumul a fost înregistrat, mixat și masterizat la Studioul Prosonic, București, în perioada februarie–august 2004.